# کلیتن (جورجیا)
کلیتن، جورجیا (به انگلیسی: Clayton, Georgia) یک شهر در ایالات متحده آمریکا با جمعیت ۲٬۰۴۷ نفر است که در جورجیا واقع شده‌است.

## موقعیت جغرافیایی
موقعیت جغرافیایی شهرها و مناطق اطراف به شرح زیر است: